# Pilematechinus rathbuni
Pilematechinus rathbuni is een zee-egel uit de familie Urechinidae.
De wetenschappelijke naam van de soort werd in 1898 gepubliceerd door Alexander Agassiz.